# Nepal i olympiska sommarspelen 1980
Nepal deltog i de olympiska sommarspelen 1980 med en trupp bestående av tio deltagare, samtliga män, vilka deltog i nio tävlingar i tre sporter. Ingen av landets deltagare erövrade några medaljer.

## Boxning
Flugvikt
- Rabiraj Thapa
  1. Första omgången — Bye
  2. Andra omgången — Förlorade mot János Váradi (Ungern) efter att domaren stoppade matchen i första omgången

Bantamvikt
- Pushkardhoj Shahi
  1. Första omgången — Bye
  2. Andra omgången — Förlorade mot Ali ben Maghenia (Frankrike) walk-over

Fjädervikt
- Narendra Poma
  1. Första omgången — Bye
  2. Andra omgången — Förlorade mot Sidnei Dalrovere (Brasilien) efter att domaren stoppade matchen i första omgången

Lätt weltervikt
- Bishnu Malakar
  1. Första omgången — Förlorade mot Ryu Bun-Hwa (Nordkorea) efter att domaren stoppade matchen i första omgången

## Friidrott
Herrarnas 100 meter
- Raghuraj Onta
  - Heat — 11,61 (→ gick inte vidare)

Herrarnas 10 000 meter
- Narbahadur Dahal
  - Heat — 31:19,8 (→ gick inte vidare)

Herrarnas maraton
- Baikuntha Manandhar
  - Final — 2:23:51 (→ 37:e plats)

- Mukundahari Shrestha
  - Final — 2:38:52 (→ 45:e plats)